# Yangquan
Yangquan (xinès simplificat: 阳泉; xinès tradicional: 陽泉; pinyin: Yángquán [jǎŋtɕʰyǎn]) és una ciutat a nivell de prefectura a l'est de la província de Shanxi, a la República Popular de la Xina. Limita a l'est amb la província de Hebei. Està situada a l'extrem oriental de l'altiplà de Loess i al costat oest de les muntanyes Taihang. Yangquan ocupa una superfície total de 4.452 quilòmetres quadrats. Segons el cens del 2020, tenia 1.318.505 habitants dels quals 1.037.456 vivien a l'àrea urbanitzada (o metropolitana) formada per 3 districtes urbans més el comtat de Pingding que s'està conurbant.
Yangquan és la porta d'entrada de la província de Shanxi, situada entre Taiyuan i Shijiazhuang, a 100 quilòmetres de distància. La ciutat de Yangquan té jurisdicció sobre dos comtats i tres districtes.

## Clima
Yangquan té un clima continental humit/clima semiàrid (Köppen Dwa/BSk) més aviat sec, influenciat pel monsó, amb hiverns freds i molt secs, i estius calorosos i una mica humits. La temperatura mitjana oscil·la entre -3,2 °C al gener i 24,3 °C al juliol, i la mitjana anual és d'11,5 °C. La variació de temperatura diürna, que no supera els 13 °C en cap mes, no és gran per als estàndards provincials. Més del 70% de la precipitació anual, que oscil·la entre els 450 i els 550 mil·límetres, es produeix de juny a setembre; la insolació suma entre 2700 i 2900 hores anuals i el període sense gelades dura de 130 a 180 dies.